# Trama para secuestrar a Gretchen Whitmer

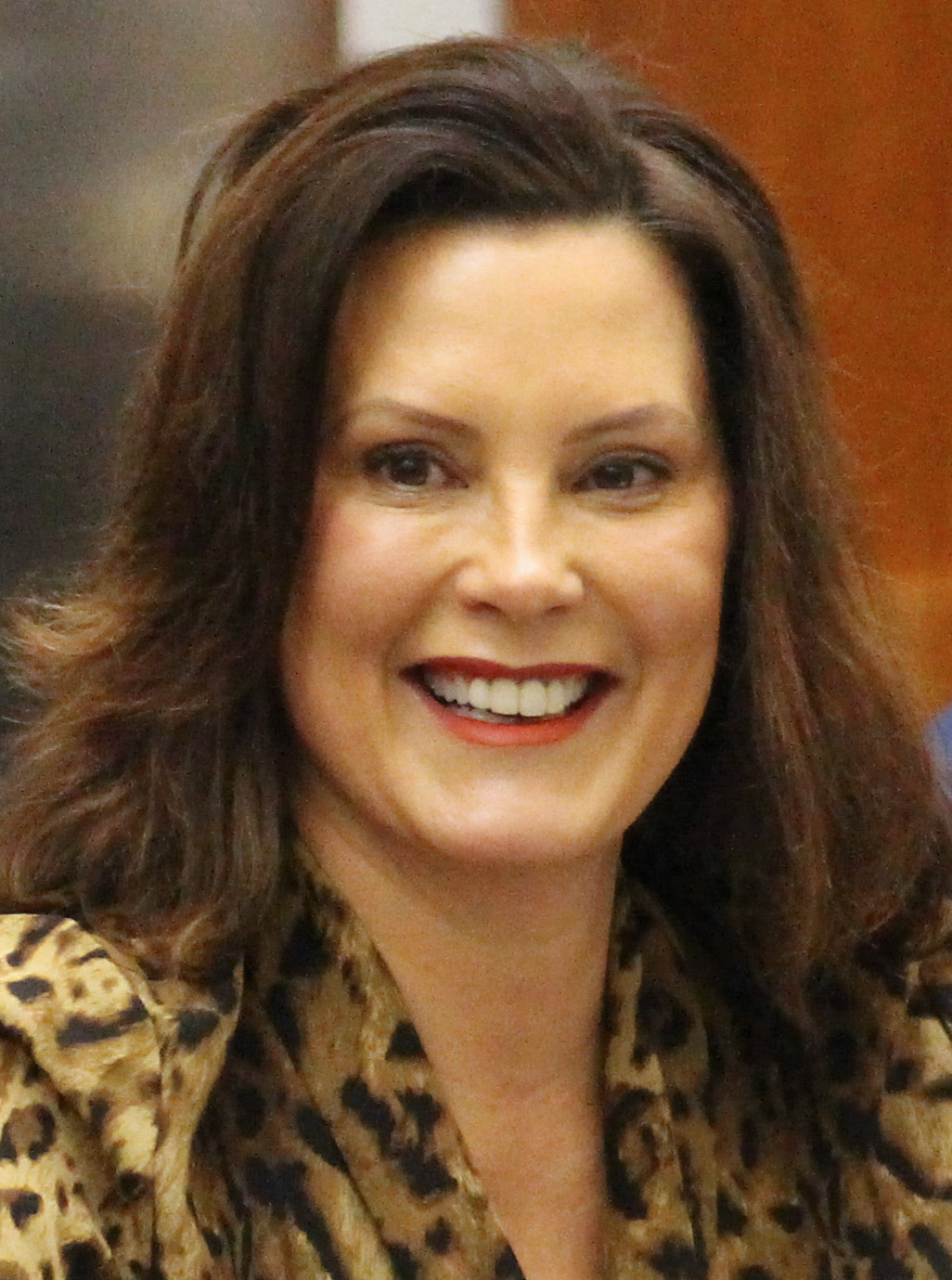
Gretchen Whitmer, gobernadora de Míchigan y objetivo principal de la trama ideada por el grupo Wolverine Watchmen.

La trama para secuestrar a Gretchen Whitmer fue un complot terrorista de extrema derecha ideado por trece ciudadanos estadounidenses. El 8 de octubre de 2020, el Buró Federal de Investigaciones (FBI) de Estados Unidos anunció el arresto de todos los miembros sospechosos de formar parte de la conspiración para secuestrar a la gobernadora del estado de Míchigan, Gretchen Whitmer, con el fin de derrocar violentamente al gobierno estatal. Los sospechosos estaban vinculados a un grupo de milicias paramilitares que se llamaban a sí mismos Wolverine Watchmen, fundado por dos de ellos. Seis de los sospechosos fueron acusados de delitos federales, mientras que los otros siete fueron acusados de delitos estatales.

## Trasfondo
Antes de las elecciones presidenciales de Estados Unidos de 2020, tanto las fuerzas del orden como algunos miembros del congreso, así como grupos que rastrean el extremismo en ese país, ya habían advertido sobre la creciente amenaza de las milicias y los grupos de extrema derecha violentos como Proud Boys. La Liga Antidifamación identificó Míchigan como un estado donde el movimiento de milicias moderno encontró un caladero, siendo un lugar donde varios grupos armados permanecen activos. Sin embargo, Jon Lewis, un investigador del Programa sobre Extremismo de la Universidad George Washington, dijo que la organización Wolverine Watchmen, de la cual formaban parte los sospechosos del complot, "pasó desapercibida", y agregó: "este simplemente no es un grupo del cual hayamos oído hablar". De hecho, su perfil bajo hizo que el grupo no figurase en la lista de los 576 grupos extremistas antigubernamentales de Estados Unidos que realizó Southern Poverty Law Center.
La gobernadora de Michigan, Gretchen Whitmer, principal objetivo del complot, había sido el blanco de las críticas de grupos de extrema derecha por su respuesta a la pandemia de COVID-19 en este estado, en la que promulgó estrictas medidas de mitigación, incluido la cuarentena en todo el territorio estatal. Estos dictámenes desencadenaron protestas en abril y mayo, incluida una en la que manifestantes armados irrumpieron en el Capitolio del Estado.
El presidente Donald Trump había ofrecido su apoyo a las protestas que se estaban llevando a cabo delante del Capitolio, menospreciando la máxima autoridad del Estado, según sus detractores usando improperios machistas a Whitmer como "esa mujer de Míchigan" y tuiteando el 17 de abril: "¡LIBERE Míchigan!" 
El complot para secuestrar a la gobernadora se desarrolló de junio a septiembre de 2020. A principios de año, hubo informes sobre grupos privados de Facebook que publicaban amenazas a Whitmer. En abril, un hombre de Detroit fue acusado de amenazar con matar a ella y a la fiscal general del Estado, Dana Nessel.

## Sospechosos

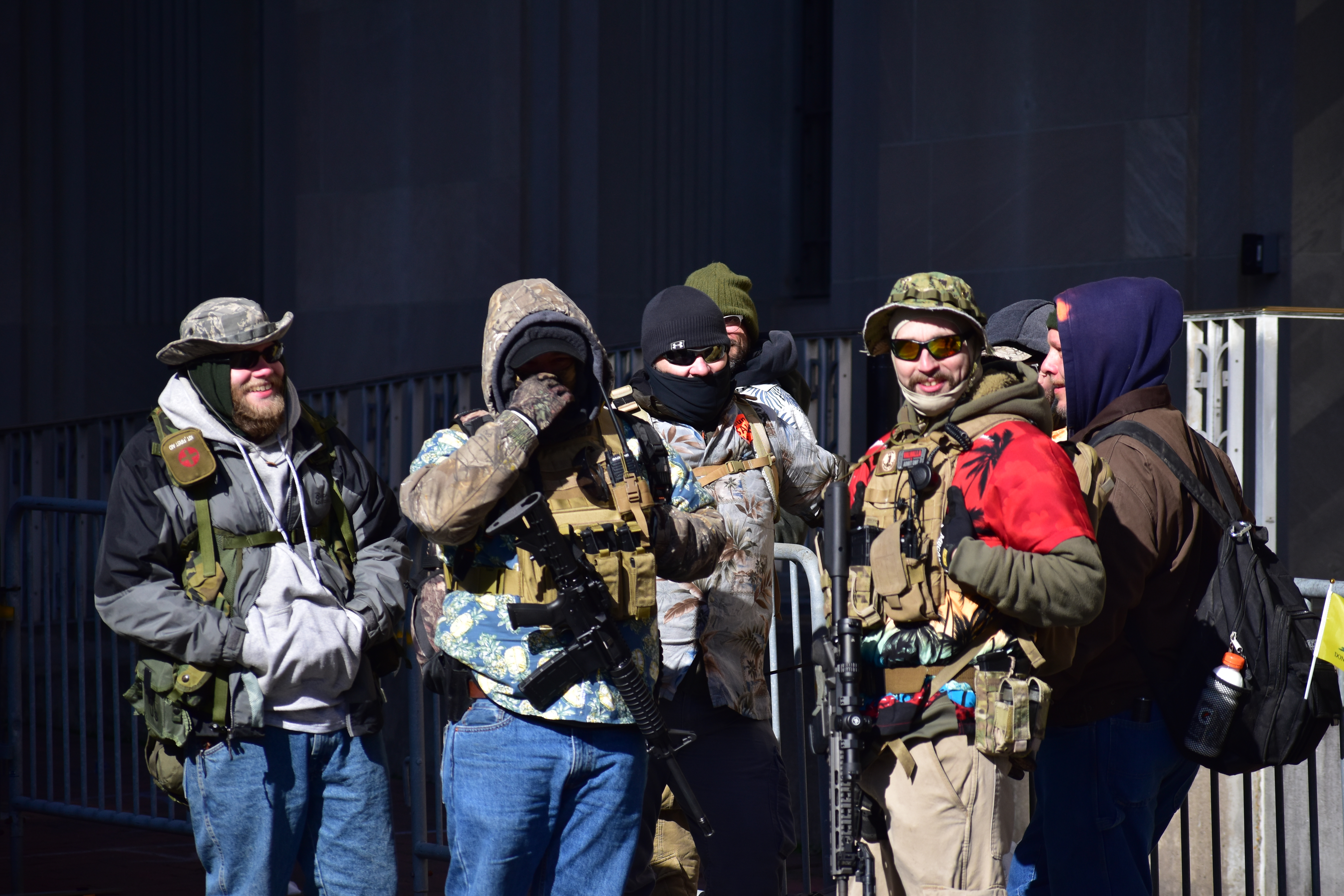
Miembros de la organización de extrema derecha movimiento boogaloo, en un acto en Virginia.

Los sospechosos estaban vinculados a un grupo de milicias paramilitares que se llamaban a sí mismos Wolverine Watchmen. El grupo fue cofundado por los sospechosos Pete Musico y Joseph Morrison; este último es considerado el "comandante" del grupo. El sitio web del grupo, ahora inactivo, contenía un manual de 31 páginas que abogaba por un gobierno limitado y negaba que sus miembros fueran racistas, terroristas o antigubernamentales. Según los informes, el grupo era una rama de la Míchigan Militia. Una investigación de NBC News sobre perfiles de redes sociales de los sospechosos encontró vínculos entre sus ideologías y las del movimiento boogaloo, de extrema derecha y altamente violento, cuyos participantes dicen que se están preparando para una segunda guerra civil. El grupo había estado reclutando miembros en Facebook desde noviembre de 2019 hasta junio de 2020, cuando esta red social comenzó a eliminar todo el material relacionado con el boogaloo.
Cinco de los sospechosos nombrados en la acusación federal de conspiración para cometer el secuestro, eran residentes del estado de Míchigan, mientras que el sexto era de Delaware. Los sospechosos que fueron acusados de delitos estatales, incluido el apoyo logístico para actos terroristas, delitos con armas de fuego y pertenencia a pandillas, fueron los fundadores de Wolverine Watchmen y otros de sus miembros.

###### Perfiles y motivaciones
Adam Fox y Barry Croft fueron acusados de ser los cabecillas del complot. Según un reportero de WOOD-TV, cadena afiliada de NBC, Fox había estado viviendo en el sótano de su antiguo lugar de trabajo en un taller de reparación de aspiradoras en Grand Rapids, y el propietario le había permitido quedarse allí porque Fox no tenía hogar. Este sótano se utilizó para realizar una de las reuniones del grupo. Fox publicó un video de YouTube en junio, mencionando el manejo de la pandemia por parte de Whitmer como uno de sus motivos para el complot. Según su empleador, Fox defendía puntos de vista contrarios a la policía y al gobierno, junto con el apoyo al movimiento boogaloo. Recientemente se había preocupado de que Estados Unidos se convirtiera en un país comunista y el miedo a que los políticos demócratas le quitaran sus armas. Las cuentas de redes sociales de Croft lo mostraban vistiendo un tricornio y una sudadera con una insignia asociada con el grupo de milicias Three Percenters. Expresó su apoyo a los orígenes de la investigación de Rusia en contra de la narrativa y creía que las investigaciones sobre el presidente Trump constituían un "levantamiento".
Otro de sus miembros, Brandon Caserta, había subido un vídeo en redes sociales elogiando a Kyle Rittenhouse, un civil que disparó y mató a dos manifestantes de Black Lives Matter durante los disturbios en Kenosha, Wisconsin. Caserta también negó la existencia del COVID-19 y apoyó la teoría de la conspiración QAnon. Aparentemente, sus creencias se radicalizaron después de la implementación de la cuarentena en el Estado de Míchigan por parte de la gobernadora Whitmer. La actividad de Caserta en redes sociales, originalmente consistía en publicaciones sobre programas de comedia, podcasts, citas motivacionales y selfies; pero después del encierro por cuarentena, comenzó a publicar contenidos sobre teorías de conspiración con respecto a Bill Gates.
Pete Musico estuvo activo en YouTube, donde publicó blogs de videos contra los impuestos, el control de armas y el llamado "estado profundo". Un video publicado en 2019, titulado "Entrevista a Gretchen Whitmer", lo mostraba criticando sus políticas sobre la propiedad de automóviles. Musico también participó activamente en la red social Gab, donde promovió la afirmación infundada de que hay una campaña en curso para matar a los blancos en Sudáfrica. También siguió los relatos del organizador de Proud Boys, Joe Biggs y el periódico de fake news, InfoWars. En Twitter, expresó su apoyo a Donald Trump y las teorías de conspiración sobre Bill y Hillary Clinton, así como la alta presencia de mercurio en las vacunas. Su alias en línea era "Boogaloo Bunyan", en honor al grupo de extrema derecha homónimo.
La casa de Joseph Morrison en Munith, que compartía con Musico, se usó como lugar de entrenamiento, según el Secretario de Justicia Auxiliar de Míchigan, Gregory Townsend. Las fotografías de la casa muestran una bandera de batalla confederada y una variación de la bandera de los Estados Unidos que muestra franjas rojas y blancas alternas en vertical y un círculo de estrellas alrededor de las palabras “Libertad o Muerte” en blanco sobre fondo azul. Los vecinos de Morrison le dijeron a The Daily Beast que los residentes de la casa eran "irrespetuosos" y que grandes grupos se reunían regularmente allí los fines de semana, después de lo cual se escuchaban disparos.
Dos de los sospechosos, los hermanos gemelos Michael y William Null, fueron fotografiados en una protesta realizada por Míchigan United for Liberty, un grupo de derechas que protestaba contra las órdenes de encierro COVID-19 de Whitmer, en el Capitolio del Estado de Míchigan el 30 de abril.

## Trama

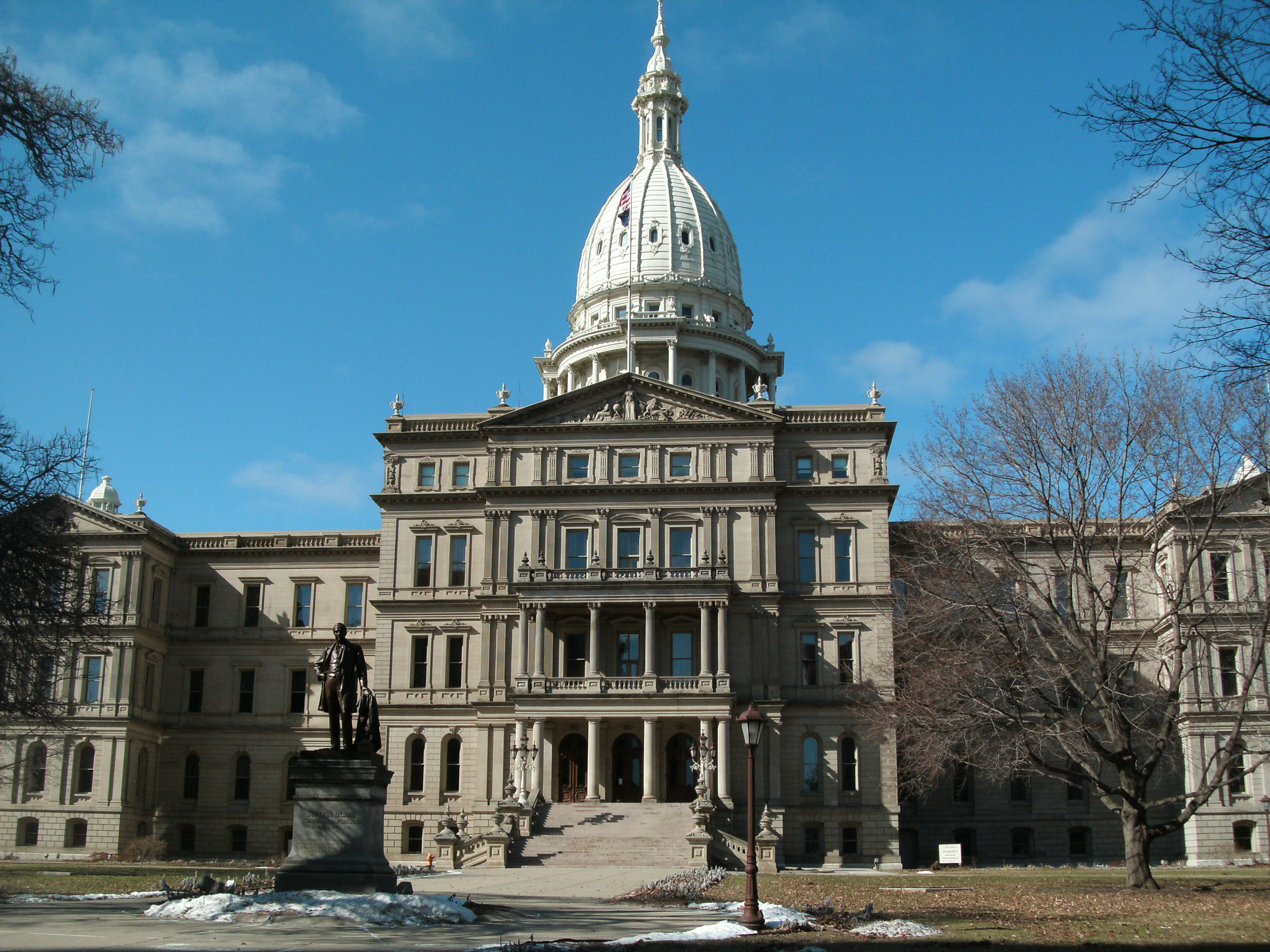
Parte delantera del Capitolio del Estado de Míchigan, objetivo de los detenidos.

En marzo de 2020, el Buró Federal de Investigaciones (FBI) se enteró de los chats grupales en las redes sociales que amenazaban con llevar a cabo el derrocamiento violento de los gobiernos estatales y la aplicación de la ley. El FBI comenzó a infiltrarse en el grupo en línea y también usando agentes de paisano con informantes en junio, según la denuncia penal. Según los informes, la trama se ideó el 6 de junio, durante una de las reuniones del grupo en Dublin, Ohio, un suburbio ubicado al noroeste de Columbus.
Durante un "evento de entrenamiento de campo" el 14 de junio, los conspiradores discutieron reclutar hasta 200 personas para "asaltar" el Capitolio del Estado de Míchigan, tomar a Whitmer y otros como rehenes y usar cócteles Molotov para mantener a raya a la policía. También hubo discusiones sobre el ataque a una comisaría de policía del estado de Míchigan. También trajeron a un miembro de otra milicia, que luego se convirtió en informante del FBI en la investigación, pero la participación de la segunda milicia en el complot se mantuvo mínima.
El plan tenía como objetivo secuestrar a Whitmer cuando llegase o se fuese de su casa de vacaciones personal o de la Residencia de Verano del Gobernador de Míchigan en la isla Mackinac. Luego planearon llevarla a un lugar en Wisconsin mientras atacaban una carretera con dispositivos explosivos improvisados para desviar la atención de la policía o retrasar la respuesta de las fuerzas del orden. El grupo supuestamente ensayó sus planes y planeó durante los meses previos, discutiendo y estudiando el área circundante. En agosto y septiembre, realizaron vigilancia en la zona de la casa. También probaron dos explosivos, pero ambos fallaron. Los sospechosos planeaban juzgar a Whitmer por traición antes del día de las elecciones, y "unir a otros en su causa para emprender acciones violentas contra varios gobiernos estatales que creen que están violando la Constitución de Estados Unidos". También discutieron el inicio de una segunda guerra civil "que conduzca al colapso social" y la creación de una nueva sociedad que se adhiera a la Declaración de Derechos de Estados Unidos.
El complot se frustró con la detención de todos los miembros involucrados la noche del 7 de octubre, y al día siguiente se presentaron cargos contra ellos. Se ejecutaron órdenes de registro y arrestos en todo Míchigan. Según los informes, los arrestos fueron parte de un esfuerzo planificado entre las autoridades federales y estatales. Según los informes, al menos siete oficinas de campo del FBI, junto con las divisiones operativas en el edificio J. Edgar Hoover en Washington D. C., participaron en la coordinación de los arrestos.

## Procedimientos legales
Seis personas fueron acusadas a nivel federal por conspirar para cometer secuestro, en el Tribunal de Distrito de los Estados Unidos para el Distrito Oeste de Míchigan, mientras que la fiscal general Dana Nessel acusó a otras siete personas de delitos estatales, incluido el apoyo material para actos terroristas, delitos con armas de fuego y pertenencia a una pandilla. Los cargos federales conllevan una sentencia automática de cadena perpetua.

## Reacciones
La fiscal general de Míchigan, Dana Nessel, calificó la trama como "uno de los casos más graves en la historia reciente [de EEUU]" y calificó el caso de "sin precedentes" por su naturaleza. Whitmer habló durante una transmisión en vivo realizada después de que el FBI revelara el complot frustrado. Agradeció a las fuerzas del orden involucradas en la investigación, llamó a los conspiradores "hombres enfermos y depravados" y culpó al presidente Donald Trump por negarse a condenar explícitamente a los grupos de extrema derecha y por su manejo de la pandemia de COVID-19. El senador estatal Mike Shirkey y el gobernador de Ohio Mike DeWine también condenaron el complot. Un portavoz de Facebook, que había sido utilizado por los sospechosos para planear el secuestro de Whitmer, dijo que la compañía cooperaría con la investigación del FBI.
En una entrevista el 8 de octubre, el presidente Trump criticó a Gretchen Whitmer por su reprimenda en respuesta al complot de secuestro, diciendo que condenó todas las formas de "violencia extrema" y pidió que reabra su estado. Durante esa entrevista, Trump afirmó falsamente que las escuelas e iglesias de Míchigan estaban cerradas bajo las órdenes de Whitmer.
Los demócratas de Míchigan renovaron la petición de prohibición de armas en el edificio del Capitolio de Míchigan en respuesta a la noticia del complot, después de fracasar el pasado mes de septiembre cuando lo intentaron por primera vez en respuesta a los manifestantes armados contra el bloqueo que quisieron asaltar el edificio en abril.
Ante tal trama, la gobernadora Gretchen Whitmer, calificó a los sospechosos como "enfermos" y que "sabía que este trabajo sería difícil, pero no pude imaginar algo así”.